# 우주 (계통)
코스모스(cosmos)는 일반적으로, 우주를 질서 있는, 조화로운 시스템으로 간주하는 우주관이다. '질서, 정렬'을 의미하는 그리스어의 κόσμος라는 말에 유래해, 카오스와 대를 이루는 개념이다. 현대 영어에서는 Universe의 유의어로서 사용되어 러시아어로는 단지 '우주'를 의미하고 있다.
화장을 의미하는 화장품이나 화장학을 의미하는 코스메톨로지도 같은 어원이다.

## 철학

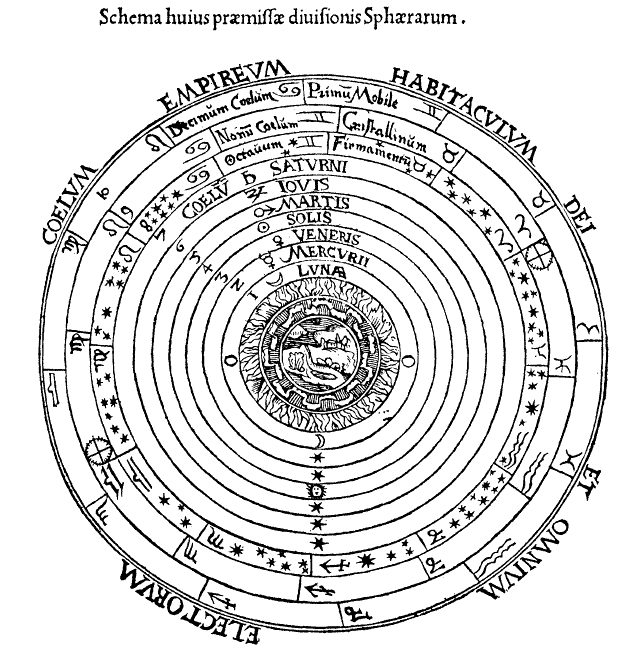
Petrus Apianus의Cosmographia (Antwerp, 1539)에 그려진 중세의 코스모스

고대 그리스의 피타고라스는 우주를 가리키는데 'kosmos 코스모스'라는 말을 이용한 최초의 철학자라고 한다. 이 배경을 설명하면, 고대 그리스에서는 'kosmos 코스모스'라는 말은, 조화롭거나 질서가 있는 상태를 표현하는 말이며, 정원·사회의 법·사람의 마음 등이 조화를 잡히고 있는 상태를 'kata kosmon(코스모스에 합치하고 있다)'라고 표현했다. 동학파의 사람들은 수를 신앙하고 있어, 존재자의 모든 것이 하르모니아나 신메트리아라는 수적이고 미적인 질서를 근원으로 한다는 생각이기 때문에, 이 세계는 코스모스라고 생각한 그렇게 불렀다고도 한다. 이와 같이 보는 것으로 동학파의 사람들은 언뜻 보면 불규칙한 점도 많은 천문 현상의 배후에 숨어 있는 수적인 질서를 설명하는 것을 추궁하게 되었다. 그 연장상에 프로라오스나 크니도스의 에우독소스들에 의한 우주론이 있다.

## 신학
크리스트교 신학에서는, 이 말은 창조된 우주를 의미한다. 칠십인역에서는, kosmos 및 oikumene 오이쿠메네라는 말은 살아 있는 사람이 살고 있는 세계를 가리킨다. 크리스트교 신학에서는, '이 세상'을 의미하는 'aion 아이온'라는 말의 유의어도 의미해, 사후의 세계과 대비된다.
Pythagoras가 이용한 코스모스에 상당하는 말이 조로아스터교에도 있어, 'asa 아샤'라고 한다. '신의 질서'를 의미했다.
'무한의 확대'라고 정의되기도 해, 밖우주와 같은 영혼적, 정신적인 존재에 대해서 이용된다.

## 우주론
'우주론'(cosmos + logy)이란, 우주에 관한 설, 론 등이다. 서양의 우주론은 일반적으로, 모든 존재 안에 어떠한 암묵의 질서를 찾아내는 것을 목적으로 하고 있다. 세계 및 존재에 있는 어떠한 질서를 설명한다는 점에서는 종교나 철학의 체계는 일종의 우주론이기도 하다.

## 르네상스
르네상스 기, 그리스의 우주론을 계승하면서, 우주 전체를 《대우주》라고 불러, 그에 대한 한 사람 한 사람의 인간이나 인간의 영혼·마음을 《소우주》라고 불러, 그것들 두 코스모스가 교류·조응하고 있다는 사상이 있었다.

## 우주주의
20세기 초두에 러시아에서, Russian cosmism 러시아 우주주의로 불리는, 우주를 중심으로 한 철학, 문화 운동이 흥했다.
신학적 또는 과학적인 의미로 우주에 언급하는 철학은 우주주의로 말해진다. 이 철학은 제안자라고 해지기도 하는 작가 하워드 필립스 러브크래프트들에 의해서 조사되어 후에 '은하수를 여행하는 히치하이커를 위한 안내서' 등에서도 언급되었다.

## 뉴 에이지의 철학
철학자 켄 윌버는 cosmos라는 말을 '의식의 영역도 포함한, 존재하는 모든 현상'이라는 의미로 이용하고 있다. 그 때문에, Universe라는 말과는 명확하게 구별해서 이용되고 있다.

## SF
올라프 스테이플던은 SF 소설 '스타 메이커(Star Maker)' 중에서, 복우주초시간 안에서 신이 어떻게 복잡한 코스모스를 재배해, 변화시켰는지를 그리고 있다.

## 같이 보기
- 우주지
- 소우주
- 코스모스 (1980년 텔레비전 프로그램)
- 울트라맨 코스모스
- 세계관